# Torrente 4: Lethal crisis
Torrente 4: Lethal crisis és una pel·lícula espanyola dirigida i interpretada per Santiago Segura. És la quarta part de Torrente, el brazo tonto de la ley. Es va estrenar l'11 de març del 2011 en format 3D (estereoscopi) i compta amb una gran quantitat de famosos com Silvia Abril, Kiko Rivera, Belén Esteban, Ana García Obregón, Fernando Esteso, els futbolistes Sergio Agüero, Cesc Fàbregas, Gonzalo Higuaín, Sergio Ramos, Álvaro Arbeloa i Raúl Albiol entre d'altres.

## Argument
Torrente (Santiago Segura) és convidat a un casament com a vigilant de seguretat, on li fa xantatge a la núvia (María Lapiedra) dient-li que, si no practica el sexe amb ell, li dirà al seu pare que la va veure fent l'amor amb un cambrer del casament. En ple acte, Torrente i un dels seus ajudants descobreixen a un paparazzi darrere de les cortines, i comencen a perseguir-lo, ocasionant un gran desastre. Román Rocamora (Francisco González), el pare de la núvia, envia als seus homes, perquè li ofereixin un treball a Torrente, que és assassinar un home enemic de Rocamora (Josemi Rodríguez - Sieiro) i l'impliquin en el seu assassinat. Ell accepta. Aconsegueixen implicar a Torrente subornant Rinrin (Kiko Rivera), un company de Torrente que havia d'encarregar-se de vigilar mentre Torrente es entrava a casa de l'home que havia d'assassinar-lo.
La policia l'enxampa i l'envien a presó, allà coneix al seu Oncle Gregorio (Tony Leblanc) i ideen diversos plans de fuga, on Gregorio mor en un dels intents. Després d'escapar-se, Torrente va a la recerca de Rinrin per venjar-se, però finalment reconcilien, per després arribar a un acord. Torrente fa xantatge a Rocamora diguen-li que li doni una gran quantitat de diners, o si no, enviarà les fotos de la seva filla practicant sexe amb ell a la revista Interviú. Rocamora cedeix, però li tendeix un parany, i al final mor juntament amb els seus homes. Minuts abans, Torrente li havia robat un gelat a un nen, i el nen ho denuncia al comissari (Gran Wyoming), que reconeix Torrente i s'adona que s'havia fugat de la presó. Una altra vegada, Torrente torna a la presó, i amb els presos, fan un ball homenatjant al Fary amb la cançó de "apatrullant la ciutat", mentre van sortint els agraïments dels cameos.

## Repartiment
| Actor                                                                            | Personatge                           |
| -------------------------------------------------------------------------------- | ------------------------------------ |
| Santiago Segura                                                                  | José Luis Torrente                   |
| Kiko Rivera                                                                      | Julito "Rinrin"                      |
| Silvia Abril                                                                     | Encarni                              |
| Tony Leblanc                                                                     | Gregorio Torrente                    |
| José María Rubio, Manuel González i Xavier Deltel                                | Manolo, Antoñito i Torrelavega       |
| Enrique Villén                                                                   | Ramírez                              |
| Francisco González                                                               | Román Rocamora                       |
| María Lapiedra                                                                   | Melanie Rocamora                     |
| David Fernández Ortiz                                                            | Pare Tobías                          |
| David Venancio Muro                                                              | Sr. Castaño                          |
| Yon González                                                                     | Peralta                              |
| Emma Ozores                                                                      | l'esposa de Ramírez                  |
| Yolanda Ramos                                                                    | Vacambrosia                          |
| Belén Esteban                                                                    | Propietària del pis on viu Torrente  |
| David Castillo                                                                   | Chancletas                           |
| Soledad Mallol                                                                   | Mare del Tito                        |
| Alberto Sevillano de los Rios                                                    | Pirri                                |
| Luis Miguel Luengo                                                               | Cisco                                |
| Javier Castillo                                                                  | Poty                                 |
| Josemi Rodríguez-Sieiro                                                          | Personatge assassinat pel Torrente   |
| Cristóbal Crespo                                                                 | Fill de Peralta                      |
| Javier Gutiérrez                                                                 | Solis                                |
| Mago More i Goyo Jiménez                                                         | Els homes d'en Rocamora              |
| Bigotes i Dientes                                                                | "Bigotes i Dientes"                  |
| Torbe                                                                            | Goikochoa                            |
| José Jiménez Fernández                                                           | Colibrí                              |
| Francisco Collado                                                                | Pres perillós                        |
| Sergio Ramos, Gonzalo Higuaín, Álvaro Arbeloa, Cesc Fàbregas i Richy Castellanos | Jugadors de l'equip dels funcionaris |
| David Bisbal                                                                     | Joaqui                               |
| Kun Agüero                                                                       | Kun Agüero                           |
| Juanito Navarro                                                                  | sogre d'en Ramírez                   |
| Kiko Matamoros                                                                   | Otxoa                                |
| Juan Carlos Heredia                                                              | Guardaespatlles de l'Otxoa           |
| Isidro Montalvo                                                                  | Guardaespatlles de l'Otxoa           |
| Sonia Monroy                                                                     | Noia del vis a vis                   |
| Erika Sánchez                                                                    | Filla del Ramírez                    |
| Ana García Obregón                                                               | Viuda del cementiri                  |
| Fernando Esteso                                                                  | Cuadrado                             |
| Janfri Topera                                                                    | Escamilla                            |
| Risto Mejide                                                                     | "quillo" del Coro de la preso        |
| Tio Popi                                                                         | Popi                                 |
| Gran Wyoming                                                                     | Comisari                             |
| Santiago Urrialde                                                                | Agent de la policia                  |
| Andreu Buenafuente                                                               | Manolo (turista)                     |
| José Mota                                                                        | Blasa                                |
| Pablo Motos i Florentino Fernández                                               | Parella que van passejant            |